# De todas las flores (canción)
«De todas las flores» es una canción de la cantante y compositora mexicana Natalia Lafourcade. Fue lanzada el 22 de septiembre de 2022 como el sencillo principal de su décimo álbum de estudio del mismo nombre.

## Vídeo musical
El videoclip de la canción fue lanzado el mismo día de lanzamiento en la plataforma digital YouTube. El videoclip es tipo lírico y con imágenes en blanco y negro, tiene más de 1 millón de reproducciones hasta ahora.

## Lista de canciones

### Descarga digital[4]
| De todas las flores — Single |                       |          |  |
| N.º                          | Título                | Duración |  |
| 1.                           | «De todas las flores» | 5:22     |  |

## Historial de lanzamiento
| Región | Fecha                    | Formato                     | Discográfica             | Ref.  |
| ------ | ------------------------ | --------------------------- | ------------------------ | ----- |
| México | 22 de septiembre de 2022 | Descarga digital, Streaming | Sony Music Enterteinment | [ 5 ] |